# Tjarnarbungur
Tjarnarbungur är en bergstopp i republiken Island. Den ligger i regionen Västfjordarna, 190 km norr om huvudstaden Reykjavík. Toppen på Tjarnarbungur är 473 meter över havet.
Trakten runt Tjarnarbrungur är nära nog obefolkad, med mindre än två invånare per kvadratkilometer. Närmaste större samhälle är Hólmavík, omkring 13 kilometer sydost om Tjarnarbungur. Trakten runt Tjarnarbungur består i huvudsak av gräsmarker.